# Komet LINEAR 22
Komet LINEAR 22 ali 214P/LINEAR je periodični komet z obhodno dobo okoli 6,8 let.

 Komet pripada Jupitrovi družini kometov .

## Odkritje
Komet so odkrili 7. februarja 2002 v programu LINEAR (Lincoln Near-Earth Asteroid Research).

## Lastnosti
Ob odkritju je imel magnitudo 20,1. Leta 2009 je imel magnitudo 19,6 .